# 幸福一定強
《幸福一定強》，2010年安徽衛視自製偶像劇，安徽鈦金匙國際傳媒有限公司製作，幸福三部曲的首部曲，由明道、李易峰、陳庭妮、牛萌萌等人主演。2009年7月25日於中國廈門開鏡，2010年1月26日於安徽衛視首播。台灣則在2011年9月9日於中華電信MOD龍華影劇台播出。

## 播出時間
以下時間以當地時間（UTC+8）為準

### 首播
| 頻道       | 所在地   | 播放日期及時間      |
| ---------- | -------- | ------------------- |
| 安徽衛視   | 中國大陸 | 2010年1月26日22：20 |
| 龍華影劇台 | 台灣     | 2011年9月9日        |

### 重播
| 頻道 | 所在地 | 播放日期及時間 |
| ---- | ------ | -------------- |

## 劇情簡介
劇中，尹定強（明道飾）在三歲時父母雙亡，在一手掌管家族企業的奶奶和兩個姑姑的扶養下長大。喬雨蓓（牛萌萌飾）是父母的掌上明珠，在父母安排的門當戶對相親下，定強對雨蓓是一見鍾情……陸森（李易峰飾）的父母旅居海外，有著不錯的家世背景的陸森卻靠著實力和自己的雙手，一步步打下事業的基礎……
多年後，定強（明道飾）在不堪工作負荷下為自己安排了一個假期，想去尋找屬於自己的愛情；但定強為躲避富家女糾纏，情急中強行拉著素不相識的潘曉諾（陳庭妮飾）幫忙脫身，曉諾一頭霧水闖入定強的生活中。發現定強溫和善良的一面，又得知雨蓓為定強的前女友，曉諾才極力撮合定強和雨蓓，但雨蓓卻愛慕青年設計師陸森（李易峰飾）。陸森對雨蓓頗有好感，又因曾患癌症，害怕病情複發帶給雨蓓痛苦，故而將對雨蓓的深情隱藏在內心深處。定強幾番尋覓，方知自己在不知不覺中已經深深愛上曉諾，陸森也在定強和曉諾的鼓勵下勇敢地面對雨蓓。四個年青人最終均能勇敢地面對一切，追求屬於自己的幸福。

## 演員陣容

### 主要演員
| 演員   | 角色   | 介紹 | 登場集數 |
| 明道   | 尹定強 | 外號叫做「一定強」，名字對照著他的性格，他認定天下無難事。含著金湯匙出生的定強，擁有比常人奢侈的物質生活，集萬千寵愛於一身。定強三歲時一場致命車禍導致父母雙亡，失去雙親的定強，家裡的幾個女人對他關懷備至，並打算讓他做企業接班人。恃寵而驕是他外表的顯性表徵，但只要你抓住他的弱點，定強反而是個善良親切、有求必應、路見不平的大男孩。故事開始的這一年，定強原本要拋下一切羈絆去度假，他違反了家人安排，一場陰差陽錯的邂逅遇見了改變他一生的女孩潘曉諾。 幾年後(幸福最晴天) 潘曉諾之新婚丈夫，到台灣度蜜月，順便到好友項允傑所新接手之飯店談合作公事 幾年後(幸福三顆星) 尹氏企業負責人，是安少成多年好友。與妻子潘曉諾感情甜蜜，只可惜尹家三代單傳，造成曉諾生子的壓力，甚至誤以為他與朵朵有曖昧，讓定強感到些許無奈，幸而很快就誤會冰釋、雨過天晴。 | 全劇     |
| 陳庭妮 | 潘曉諾 | 她是個樂天知命的女孩，就算千瘡百孔，也會帶著微笑對天高喊「加油」！遭遇前男友的背叛後巧遇尹定強，她發現了定強這個富家公子天真純情的另一面，鼓勵定強去追求念念不忘的初戀情人喬雨蓓。在潘父所有的積蓄被好友騙光後，潘父攜妻到內地尋找生計，曉諾擔起照顧弟妹的責任。曉諾的堅定吸引著定強。定強的奶奶極力阻止二人交往，並說出定強父親和潘母年輕時的戀情。曉諾毅然選擇離開定強，因為她希望能擁有一份被人祝福的愛情。 幾年後(幸福最晴天) 尹定強之新婚妻子 幾年後(幸福三顆星) 婚後的曉諾一度因為生子壓力，不再神采奕奕，疑神疑鬼，但幸好有定強的悉心呵護，及重返熱愛的編輯工作，最後不僅重展笑容，順利懷孕，一償多年來的心願。 | 全劇     |
| 李易峰 | 陸森   | 有著過人天分，外加天生的藝術家氣質，斯文有禮、洞悉人性，舉手投足彷彿就是個優雅貴族。父母旅居海外，有著不錯的家世背景，但他卻是靠著實力和自己的雙手，一步步打下事業的基礎。熱愛 工作、喜歡旅行的他，深深為氣質出眾的喬雨蓓所吸引，但當他接收到雨蓓傳來的深情目光時又迴避逃離。在定強得知雨蓓已愛上陸森之際，定強要求陸森不要辜負雨蓓，陸森卻因曾患癌症,害怕病情突發唯恐耽誤雨蓓的幸福。但在定強和曉諾的鼓勵下陸森終於面對命運的挑戰，坦然面對自己的感情。 |          |
| 牛萌萌 | 喬雨蓓 | 父母的掌上明珠，父親是個畫家，雨蓓也學習藝術，順理成章的成為父親的經紀人。雨蓓委託一位知名的設計師，將父親的畫量產成為商品，這個設計師名叫陸森，他一直是雨蓓心目中理想的男性形象。在面對尹定強追求時，她冷靜理智地為兩個人的情感做了剖析，令定強折服於她的智慧，然而陸森對她的若即若離，卻令她飽受相思之苦。 |          |

### 其他演員
| 演員   | 角色     | 介紹                                                                                                 | 登場集數                 |
| 蘇丹丹 | 尹王月璇 | 尹定強之奶奶、企業董事長                                                                             | 1、4、9~11、14~16、18~20 |
| 顏嘉樂 | 尹琇菁   | 尹定強之大姑姑，馮蓁蓁之母。董事之一                                                                 |                          |
| 高洋   | 馮蓁蓁   | 尹定強之表姐，尹琇菁之女、企業副理                                                                   |                          |
| 吳薇   | 尹琇蓉   | 尹定強之小姑姑、企業總經理                                                                           |                          |
| 趙楊   | 潘曉喜   | 潘曉諾妹妹                                                                                           |                          |
| 李智楠 | 潘曉朋   | 潘曉諾弟弟                                                                                           |                          |
| 趙錦燾 | 彭開     | 尹定強特助，淑婷男友（後為老公）                                                                     |                          |
| 李金銘 | 季淑婷   | 潘曉諾好友，彭開女友（後為老婆）                                                                     |                          |
| 高寶寶 | 黃錦     | 潘曉諾、潘曉朋、潘曉喜之母。曾經與尹定強父親有一段戀情                                               |                          |
| 許效舜 | 潘天旺   | 潘曉諾、潘曉朋、潘曉喜之父。所有的積蓄被好友騙光後，潘父攜妻到內地尋找生計，曉諾擔起照顧弟妹的責任。 |                          |
| 海波   | 喬允博   | 喬雨蓓之父                                                                                           |                          |
| 關少曾 | 渡邊     | |                          |
| 劉楊波 | 珊珊     | 潘曉諾出版社同事                                                                                     |                          |

### 客串演出
| 演員   | 角色   | 介紹                       | 登場集數 |
| 門毅   | 方翔一 | 潘曉諾前男友，馮蓁蓁未婚夫 |          |
| 肖涵   | 小公主 |                            |          |
| 吳佳佳 | 林月   | 潘曉諾雜誌社夥伴           |          |
| 周毅   | 歐文   | 陸森台灣工作室助理         |          |
| 王駿毅 | 未婚夫 |                            |          |
| 粘立人 | 粘大師 | 尹琇蓉之夫                 |          |
| 劉俊峰 | 經紀人 |                            |          |
| 吳婷   | 造型師 |                            |          |

## 電視劇歌曲
| 曲別   | 歌名           | 演唱者   | 作詞           | 作曲               |
| 片頭曲 | 愛降落         | 中國娃娃 | 王雅君         | Chatchai chabamnej |
| 片尾曲 | 祝你幸福       | 蕭敬騰   | 林煌坤         | 林家慶             |
| 插曲   | 我曾愛過的女孩 | 李易峰   | 陳沐霖、宇桐非 | 宇桐非             |
| 插曲   | 你在，不在     | 郭采潔   | 姚若龍         | 饒善強             |
| 插曲   | 幸福下一站     | 張棟樑   | 吳易緯         | 吳佳明             |

## 新聞
- 勵志偶像劇《幸福一定強》 李易峰明道“單挑” （页面存档备份，存于）

## 作品的變遷
| 中国 安徽衛視 - | 中国 安徽衛視 -             | 中国 安徽衛視 - |
| --------------- | --------------------------- | --------------- |
|                 | 幸福一定強 (2010年1月26日-) |                 |
| -               | -                           |                 |

| 臺灣 龍華影劇台 - | 臺灣 龍華影劇台 -          | 臺灣 龍華影劇台 - |
| ----------------- | -------------------------- | ----------------- |
|                   | 幸福一定強 (2011年9月9日-) |                   |
| -                 | -                          |                   |